# Julia Dahl
Pour les articles homonymes, voir Dahl.
Julia Dahl, née en 1977 à Fresno, en Californie, est une femme de lettres américaine, auteure de roman policier.

## Biographie
Julia Dahl fait des études à l'université Yale en 2009, à la New School en 2004 et à l'American University en 2007.
En 2004, elle commence a écrire sur les affaires criminelles quand le magazine Seventeen lui demande de couvrir l'histoire d'une jeune fille de Birmingham, Ala, tuée par sa mère. Depuis lors, elle travaille comme journaliste indépendante au New York Post, rédacteur en chef adjoint de The Crime Report, et suit les affaires  criminelles et judiciaires pour CBSNews.com.
En 2014, elle publie son premier roman, Invisible City, avec lequel elle est lauréate du prix Barry, du prix Macavity et du prix Shamus 2015 du premier roman. Elle y met en scène, Rebekah Roberts, journaliste à New York à la recherche de sa mère dans la communauté hassidique de Brooklyn.

## Œuvre

### Romans

#### SérieRebekah Roberts
- Invisible City (2014)
- Run You Down (2015)
- Conviction (2017)

#### Autres romans
- The Missing Hours (2021)
- I Dreamed of Falling (2024)

## Prix et distinctions

### Prix
- Prix Barry 2015 du meilleur premier roman pour Invisible City[1]
- Prix Macavity 2015 du meilleur premier roman pour Invisible City[2]
- Prix Shamus 2015 du meilleur premier roman pour Invisible City[3]

### Nominations
- Prix Anthony 2015 du meilleur premier roman pour Invisible City[4]
- Prix Edgar-Allan-Poe 2015 du meilleur premier roman pour Invisible City[5]
- Prix Mary Higgins Clark 2015 du meilleur premier roman pour Invisible City[5]
- Prix Thriller 2015 du meilleur premier roman pour Invisible City[6]